# Nevestino, Kiustendil
Nevestino (în bulgară Невестино) este un sat în comuna Nevestino, regiunea Kiustendil,  Bulgaria. 

## Demografie
Componența etnică a satului Nevestino
     Bulgari (96,77%)
     Nicio identificare (3,22%)
     Altele (0%)
La recensământul din 2011, populația satului Nevestino era de 590 locuitori. Din punct de vedere etnic, majoritatea locuitorilor (96,77%) erau bulgari. Pentru 3,22% din locuitori nu este cunoscută apartenența etnică.